# Teatro del Pueblo Mansudae
El Teatro del Pueblo Mansudae es una sala de espectáculos ubicada en el distrito Mansudae de Pionyang, Corea del Norte. El Teatro del Pueblo abrió por primera vez el 17 de abril de 2012 y la Orquesta de Unhansu actuó en conmemoración de la inauguración.

## Detalles
Fue inaugurado en el centenario del nacimiento de Kim Il-Sung, el Teatro Popular tiene una superficie total de más de 50 000 m², una superficie total de 11 500 m², 6 plantas sobre el suelo y 2 niveles de sótano, y una sala circular de 1500 asientos. teatro catódico que no usa micrófonos, el periódico laboral informó que tiene un teatro subterráneo de 500 butacas.  El Teatro del Pueblo estaba adornado con un sentido moderno del vidrio en su exterior original, y los medios de comunicación de Corea del Norte lo elogiaron como un teatro modelo de la llamada arquitectura Juche, que encarnaba a fondo la ideología estética arquitectónica del Partido del Trabajo y se completó de acuerdo con la orientación ideológica y estética de las personas.
Como el Teatro del Pueblo fue construido hace relativamente poco tiempo, está equipado con las más modernas instalaciones escénicas, salas de práctica, vestidores y estacionamientos subterráneos, distribuidos en alto y bajo en formato de bloque. El teatro del sótano está construido para tener una estética moderna al mismo tiempo que revive el carácter nacional. Las paredes interiores del teatro subterráneo están decoradas como si estuvieran decoradas con una variedad de gayageum, un instrumento nacional.
El Teatro del Pueblo fue construido bajo la dirección del presidente de la Comisión de Defensa Nacional, Kim Jong-il. Se conoce como, y la partitura de una canción que alaba a Kim Jong-il también está decorada en el vestíbulo de entrada del teatro. El 18 de octubre de 2015, el último día de la primera actuación de la Orquesta Chongbong en Pionyang, Kim Jong-un y Ri Sul-ju vieron la actuación con miembros de la Orquesta de Moranbong. Se tomó una foto conmemorativa. En esta foto, fue En el vestíbulo de entrada del Teatro Popular se descubrió que la primera y la última parte de la partitura de 'La canción del general Kim Jong-il', que idolatra y alaba a Kim Jong-il, son grandes relieves en la pared. Mientras tanto, desde la sala del tercer piso, se pueden ver las estatuas de Kim Il-sung y Kim Jong-il en la colina de Mansudae.